# Théâtre des marionnettes du Jardin des Tuileries
Théâtre des marionnettes du Jardin des Tuileries est un recueil de vingt-quatre pièces écrites par Louis Edmond Duranty, paru en 1862.
C'est un recueil ayant pour héros Polichinelle, Pierrot et Arlequin, bien que ceux-ci soient parfois absents de certaines pièces.
Apres un court avis au lecteur où l’auteur explique la difficulté d’écrire un théâtre de marionnettes écrit, le comique étant principalement visuel. Il exprime la puissance de cet art qui retient l’attention avec ses bizarreries (décors aux choses géantes rapetissées et aux objets minuscules grandis exagérément). Suivent les textes des pièces ci-dessous toutes débutées par un avant-propos explicatif et parfois philosophique ainsi que la liste des personnages.

## Pièces présentées dans le recueil
- Polichinelle précepteur
- Les Voisines
- La Tragédie d'Arlequin
- La Malle de Berlingue
- Polichinelle et la Mère Gigogne
- L'Homme au cabriolet
- Pierrot et le Pâtissier
- Le Mariage de raison
- Le Tonneau
- Cassandre et ses domestiques
- Les Boudins de Gripandouille
- Le Sac de charbon
- La Grand'Main
- La Comète du roi Mirambole
- Les Plaideurs malgré eux
- La Fortune du ramoneur
- Polichinelle retiré du monde
- La Poule noire
- Le Marchand de coups de bâton
- L'Exercice impossible
- Le Miroir de Colombine
- Les Deux Amis
- Les Drogues de Cataclysterium
- Le Revenant

SYNOPSIS DES PIÈCES 
Polichinelle précepteur : Cassandre cherche un précepteur pour son fils Pierrot, niais de 25 ans. Polichinelle se fait engager incognito et lui apprend à voler, à mentir, et à se battre ! Pierrot fait ses premières armes chez le cabaretier Arlequin qu’il refuse de payer et bat. Arlequin court chercher le gendarme qui surprend Pierrot à dévaliser son père Cassandre. Polichinelle, caché assiste à la pendaison de Pierrot. Cassandre apprend la nouvelle et découvre qu’il a confié l’éducation de son fils au terrible Polichinelle ! S’emportant auprès de lui, Polichinelle le tue à coups de bâtons et fait de même avec le cabaretier et le gendarme. C’est le Diable qui finira par l’emporter.. 
Les voisines : Ayant épié Gripandouille qui fait la cour à Mme Polichinelle, les voisines, Mme Cassandre et Mme Cababuche s’empressent de le rapporter à leurs maris qui s’en moquent Puis, Gripandouille laisse une lettre à Mme Polichinelle lui donnant un rendez-vous mais la laisse tomber.. C’est Mme Cassandre qui la prend et va se rendre au rendez-vous à la place ! Gripandouille s’en est aperçu et le dit à Cassandre qui va y aller à sa place. Mme Cababuche, jalouse le dit à Polichinelle qui ira aussi surprendre les amants. Au rendez-vous, ce sont les deux Cassandre qui viennent et se disputent, quand Polichinelle leur tombe dessus à coups ! Ils font toutefois la paix mais les voisines ordonnent à leur mari de tuer Polichinelle qui les as battues. Les maris se décident mais s’enfuient à la vue de Polichinelle qui les effraie !! Sur le conseil du sorcier, ils battent leurs femmes. Elles se plaignent au commissaire, mais les sachant calomnieuses, c’est elles qu’il pend !  
La tragédie d’Arlequin : Colombine a trois prétendants à sa main : Polichinelle, Pierrot et Arlequin. C’est Arlequin qui la remporte, mais les deux autres, jaloux, l’entraînent en forêt et le battent à mort. Puis, ils l’enterrent et partent. Un porc le déterre et le ramène à la vie. Polichinelle et Pierrot se présentent au père de Colombine, Cassandre. Pierrot est déguisé en Arlequin et Polichinelle en laquais. Ils vont signer le contrat quand le vrai Arlequin arrive, Cassandre n’y comprend rien ; Polichinelle et Pierrot mangent le porc qui était le témoin. Cassandre dit que le plus riche épousera sa fille ! Pierrot, en vendant la ferraille de Cassandre à un auvergnat gagne l’argent et l’emporte sur les deux sans-le-sous ! La nuit même, en indigestion du porc, les deux compères voient des gendarmes-saucisses et des andouilles-commissaires qui les effraient ! Ainsi, ils se vendent, et Arlequin épouse Colombine.  
La malle de Berlingue : En l’absence de son mari, Mme Berlingue reçoit son amant Arlequin mais ce dernier tue maladroitement son amante et la cache dans la malle de son mari ! Il la sort en ville et se la fait voler par Pierrot qui la vend à un marchand. Arlequin, en quête d’une malle semblable, la rachète au marchand et retrouve Mme Berlingue ! Il s’enfuit poursuivi par le gendarme et Mme Berlingue reprend vie puis s’en va. Berlingue veut reprendre sa malle des mains du commissaire qui le fait pendre par le gendarme. Mme Berlingue berne le gendarme et dépend son mari en le pendant à la place !   
Polichinelle et la mère Gigogne : Polichinelle, aussitôt marié à la mère Gigogne, dilapide son argent et vend ses enfants pour payer ses dettes ou en faire de nouvelles auprès du charcutier et d’un maquignon. Elle demande l’aide de son cousin Niflanguille, mais Polichinelle le tue ainsi que son frère sorcier. Après une promenade mouvementée en cheval et un massacre de poupons à la cuillère, Polichinelle tue sa femme mais se fera poursuivre par les enfants et le Diable…  
L’homme au cabriolet : Polichinelle et Pierrot montent un commerce de charlatans et font fortune. Mais leurs clients se plaignent de l’inefficacité des produits et se font battre. Pierrot s’enfuit et Polichinelle est ruiné par ses clients ainsi que recherché par sa femme qui veut le ramener au foyer. Pierrot le trahit en reprenant le commerce ; Polichinelle part en Enfer et se moque du Diable et de la Mort. Pour le punir, le Diable ira chercher sa femme qui le battra et le ramènera au logis.   
Pierrot et le pâtissier : Un pâtissier subit toutes sortes de farces par Pierrot qui lui dérobe son argent, lui vole son chapeau ou encore le bat à outrance sans raison. Pour se venger, il fait appel à son frère l'apothicaire (qui a la manie de vouloir administrer des lavements). Ils élaborent un plan pour empoisonner Pierrot grâce à du poison. À deux reprises, cela échoue et c’est le pâtissier qui se le prend dans le nez. Puis, le pâtissier envoie son chien mordre Pierrot, mais ce dernier le tue. Ensuite, le pâtissier fait mine d’apprendre la pâtisserie à Pierrot pour l’adoucir, sans succès ! Le gendarme mis au courant veut pendre Pierrot, mais ce sera lui que Pierrot pendra pour finir ! Puis, ayant tué tout le monde, Pierrot part raconter ses farces à Polichinelle.   
Le mariage de raison : Pierrot veut forcer Mme Trifouillon à l’épouser parce qu’elle a un gros sac d’argent. Cette dernière refusant, Pierrot obstiné se met à la persécuter pour qu’elle accepte en cassant tout chez elle, ou en lui faisant des farces. Mme Trifouillon appelle le gendarme qui n’en a rien à faire, mais finira par accepter le mariage après force coups de bâtons derrière la tête !   
Le Tonneau : Polichinelle et son ami Niflanguille commandent un tonneau de vin à Baillenflé, mais refusent de la payer. Ce dernier fait ensorceler le tonneau par son frère le sorcier pour se venger. Quand ils veulent boire, un crocodile sort du tonneau. Polichinelle pour s’en débarrasser jette successivement dans le tonneau Niflanguille, le gendarme et un soldat. Poussé à bout par le crocodile, il le fait pendre grâce au sorcier et va enfin pour y boire, mais le Diable l’emporte pour ses méfaits.   
Cassandre et ses domestiques : Les domestiques de Cassandre, Jeannette et Moricaud sont tous deux révoltés par leur maître et montrent leur mécontentent en ne faisant rien ou tout le contraire. S’apercevant que c’est le maître qui sert ses domestiques, Cassandre décide d’échanger les rôles, mais ses serviteurs n’en font rien et le battent jusqu’à ce que Cassandre s’enfuie.   